# Керолайн Кетрін Аллен
Керолайн Кетрін Аллен (англ. Caroline Kathryn Allen; 1904-1975) — американська вчена, ботанік. Автор описання нових ботанічних таксонів.

## Біографія
Кетрін Керолайн Аллен народилася 7 квітня 1904 року в містечку Поулінг штату Нью-Йорк в родині Гауарда Аллена і Рут Говард. Навчалася в жіночому Вассар-коледжі в Поукіпзі. У 1926 році закінчила його зі ступенем бакалавра. Після цього впродовж півтора року працювала асистентом Альфреда Редера в дендрарії Арнольда. У 1928 році переїхала в Сент-Луїс, де під керівництвом Джессі Мора Грінмена вчилася в Ботанічному саді Міссурі. В цей же час Аллен відвідувала лекції в Університеті Вашингтона. У 1929 році вона отримала ступінь магістра, а у 1932 році захистила дисертацію доктора філософії. До 1948 року вона знову працювала асистентом в дендрарії Арнольда.
У 1951—1958 роках Аллен працювала з Бассетом Магуайром в Нью-Йоркському ботанічному саду. З 1959 по 1972 отримала серію грантів на подорожі для вивчення світової флори лаврових. Так у 1962 році вона збирала гербарій в Бразилії, Венесуелі та Суринамі. У 1963 році два місяці перебувала в експедиції в Мексиці. У 1964 році три місяці працювала над гербарієм Lauráceas Tropicales Americanas в Європі. У 1965 році понад місяць збирала гербарій на Тринідаді і Тобаго. У 1966 році досліджувала флору лаврових в Амазонії.
У 1966 році опублікувала монографію з ревізією родів Halenia, Ocotea та Nectandra.
У 1974 році в зв'язку з хворобою Аллен пішла на пенсію і переїхала в Чапел-Гілл. 6 квітня 1975 року вона померла. Ні в одному з ботанічних видань протягом майже 20 років не було особливих згадок ні про смерть Аллен, ні про її вагомий внесок у ботанічну флористику і систематику.

## Наукові публікації
- Allen, C.K. (1945). Studies in the Lauraceae. VI. Preliminary surveys of the Mexican and Central American species. Journal of the Arnold Arboretum. 26: 280—434.
- Bassett Maguire, Caroline Kathryn Allen, Howard s. Irwin. 1966. Contributions to the botany of Guiana. Partes 1-4. Editor The New York Botanical Garden, 79 pp.
- Caroline Kathryn Allen. 1964. Lauraceae. Edición reimpresa de New York Botanical Garden, 123 pp.

## Епоніми
На честь Керолайн Кетрін Аллен названо види рослин:
- Halenia alleniana Standl. ex Wilbur, 1984
- Litsea alleniana A.C.Sm., 1951